# Montedinove
Montedinove est une commune italienne de moins de 456 habitants (31-5-2024), située dans la province d'Ascoli Piceno, dans la région Marches, en Italie centrale.

## Administration
| Période                                  | Période  | Identité       | Étiquette | Qualité |
| ---------------------------------------- | -------- | -------------- | --------- | ------- |
| 13 juin 2004                             | En cours | Pietro Mazzoni |           |         |
| Les données manquantes sont à compléter. |          |                |           |         |

### Hameaux
Croce Rossa, Contrada lago, San Tommaso, Trippanera

### Communes limitrophes
Castignano, Montalto delle Marche, Montelparo, Rotella